# 海口广播电视台
海口广播电视台是中華人民共和國海南省海口市的一家市級廣播電視媒體，亦为中共海口市委直屬的正處級事業單位。是台的前身為海口人民廣播電台及海口電視台，其中廣播服務開始提供於1986年1月1日，電視服務開始提供於1984年10月6日。二者後於1997年12月29日合併成立海口廣播電視台。

## 历史沿革
海口廣播電視台的前身是海口市電視台與海口人民廣播電台，二台皆曾為海口市廣播電視局下屬的副处级事業單位。1984年10月6日，中華人民共和國廣播電影電視部批准成立海口电视台，该台随即开始透过海南望海国际大酒店的電視發射台第32頻道播出电视节目:774-775:1910。与此同时，广播电影电视部亦批准了海口人民广播电台的建立，1985年，电台开始试播节目。并于翌年1月1日正式对外播出，当时的電台頻率為98.8兆赫，1990年，海口市广播站并入广播电台:678-680。1994年1月，该电台开始全天候播送广播节目，此时廣播訊號已覆蓋海口市全境和同省邻近縣市，隔海相望的雷州半岛亦可接收其訊號:1909。
1997年12月29日，中共海口市委决定将海口人民广播电台和海口电视台合并，组建海口广播电视台，其与海口市广播电视局为一個機構兩塊牌子，2002年12月26日，该台迁入新落成的海口广播电视大厦。2003年，因琼山市并入海口市，琼山市所属的广播电视机构亦并入海口广播电视台。2005年10月13日，海口广播电视台开通第三条广播频率音乐广播，頻率為91.6兆赫:1789。2009年5月，海口市广播电视局裁撤，而海口广播电视台亦同时升格为中共海口市委宣传部主管的正处级事业单位:1789。

## 旗下资产
海口广播电视台為中共海口市委直屬事業單位，並由中共海口市委宣傳部直接主管。擁有3條電視頻道與4條廣播頻率。此外，其还拥有自己的视频网站“海广网”、微信公眾號、新浪微博、行動應用程式“在海口”等新媒體平台。

### 电视频道
| 頻道名稱     | 语言   | 广播格式                    | 啟播時間      | 频道前身                          | 備註                                                                   | 備註 |
| 新闻综合频道 | 普通話 | SD: PAL 576i 16:9 HD：1080i | 1984年10月6日 | 海口电视台第一台（无线频道）:1788 | 海口市第一个无线电视频道，以新聞、時事、專題類節目為主的综合性电视频道 |      |
| 生活娱乐频道 | 普通話 | SD: PAL 576i 16:9 HD：1080i | 1993年        | 海口电视台第二台（有线频道）:290  | 海口市第一个有线电视频道，主要播出生活、綜藝及文化類節目的電視頻道     |      |
| 城乡经济频道 | 普通話 | SD: PAL 576i 16:9 HD：1080i |               | 琼山电视台 经济频道 双创频道      | 主要播出财经资讯、对农節目的電視頻道                                   |      |

### 广播频率
| 頻道名稱     | 语言   | 频道频率 | 啟播時間          | 频道前身                                                                    | 備註                                                                                     |
| 综合广播     | 普通話 | FM101.8  | 1986年1月1日:1789 | 海口人民广播电台（主频）                                                    | 海口市第一个广播频率，以新聞為主，集新聞性、公益性、服務性、監督性為一體的綜合頻率       |
| 旅游交通广播 | 普通話 | FM95.4   |                   | 琼山人民广播电台 海口人民广播电台城乡广播:1789 海口人民广播电台城乡经济广播 | 2009年5月1日易今名。主要為駕車人士、游客服務的頻率，提供路況播報、生活資訊、旅游宣传節目 |
| 音乐广播     | 普通話 | FM91.6   | 2005年10月13日    |                                                                             | 主要提供文化娛樂新聞、文學、音樂、娛樂節目的频率                                         |
| 生活广播     | 普通話 | FM104.4  |                   |                                                                             | 主要提供生活服务節目的频率                                                               |